# Malé předínské muzeum
Malé předínské muzeum je muzeum v Předíně, je umístěno ve víceúčelové budově obecního úřadu v Předíně čp. 243. Založeno bylo 27. září 2009 a je součástí projektu expozic Regionem Renesance.

## Historie
Důchodci z obce Předín se v roce 1959 usnesli, že by se mělo zřídit obecní muzeum, otevřeno bylo v roce 2009. Historie muzea je úzce spojena s dějinami knoflíkářství v obcí, kdy prvním perleťářem byl od roku 1872 Jan Šilhavý, v roce 1922 bylo založeno Dělnické výrobní družstvo perleťářů. Po druhé světové válce se opět rozjela výroba knoflíků a perletě a po roce 1951 bylo rozhodnuto o vytvoření národního podniku Perleťářský průmysl, závodu Předín a mezi lety 1956 a 1958 byla vystavena moderní továrna pro 100 zaměstnanců. V roce 1963 byl závod přejmenován na Knoflíkářský průmysl Žirovnice a v roce 1991 byla ukončena výroba knoflíků.

## Expozice
V muzeu jsou uloženy sbírky z minulosti obce, další součástí sbírky jsou předměty z historie knoflíkářství, lnářství, perleťářství a těžbě zlata. Expozicemi v muzeu jsou: expozice knoflíkářství, expozice jak se žilo – lnářství a expozice zlata. Perleťářství je prezentováno v historické dílně z 19. století. Jsou vystaveny perleťové knoflíky, brože, spony, jehlice, popelníčky a další předměty, pilířem expozice má být dřevěný šlapací soustruh.. V expozici Jak se žilo – Lnářství jsou vystaveny sbírkové předměty pro výrobu plátna, jsou vystaveny domácí stavy. V expozici o těžbě zlata jsou vystaveny předměty ze zaniklých osad, hornictví a zlatinky.
Muzeum umožňuje účastnit se geologických výprav s mineralogem Stanislavem Houzarem, archeology Milanem Vokáčem a Pavel Škrdla.